# Бабкин, Николай Данилович
Николай Данилович Бабкин (1819—1887) — русский военный деятель, генерал-лейтенант. Младший брат Григория Даниловича Бабкина.

### Биография
Родился 11 (23) ноября 1819 года в семье Даниила Григорьевича Бабкина, был младшим сыном и шестым по счету ребёнком в семье.
На военную службу поступил в 1841 году — унтер-офицером Гренадерского Его Величества Короля Прусского полка. Произведённый 2 мая 1843 года в первый офицерский чин, он продолжал служить в лейб-гвардии Преображенском полку в Петербурге. В течение более десяти лет, с 13 февраля 1868 года по 22 сентября 1878 года, он командовал Лейб-гвардии Гарнизонным батальоном в Гатчине, с 16 апреля 1872 года в чине генерал-майора. В 1874 году на основе гарнизонного батальона был сформирован кадровый батальон лейб-гвардии Резервного полка в Царском Селе, который затем стал называться 3-м лейб-гвардии Стрелковым Его Величества полком.
Затем он был назначен командиром 2-й бригады 1-й гвардейской пехотной дивизии. Был произведён 15 мая 1883 года в генерал-лейтенанты и назначен командиром 21-й пехотной дивизии во Владикавказе; спустя месяц, 14 июня 1883 года он вышел в отставку.
Умер 17 (29) апреля 1887 года. Похоронен на Волковом православном кладбище (там же похоронены его родные: отец, камер-фурьер 6-го класса Даниил Григорьевич (17.12.1771 — 19.12.1858), мать Анна Гавриловна (06.02.1785 — 26.07.1868), а также братья: генерал от инфантерии Григорий Данилович (1803—1888), полковник лейб-гвардии Семёновского полка Александр Данилович (1809—1858), подполковник Владимирского уланского полка Павел Данилович (1817—1867).

## Награды
Был награждён российскими и иностранными орденами:
российские
- орден Св. Анны 3-й ст. (1859)
- орден Св. Станислава 2-й ст. (1863; императорская корона к ордену — 1867)
- орден Св. Анны 2-й ст. (1869)
- орден Св. Владимира 3-й ст. (1874)
- орден Св. Станислава 1-й ст. (1878)
- орден Св. Анны 1-й ст. (1880)

иностранные
- австрийский орден Франца Иосифа, командорский крест со звездой (1874)
- шведский орден меча (1875)